# Il sogno (Enrigue)
Il sogno (Tu sueño imperios han sido) è un romanzo del 2022 dello scrittore messicano Álvaro Enrigue.
Accolto positivamente dalla critica internazionale, il libro è stato tradotto in diverse lingue, tra cui l'inglese, il tedesco e l'italiano.

## Trama
Tenochtitlán, 8 novembre 1519. Hernán Cortés arriva davanti alle porte della capitale azteca con un manipolo di soldati spagnoli, ventisette cavalli e gli eserciti uniti di quattro tribù ostili a Montezuma. Gli spagnoli vengono invitati nella città, che si erge su un'isola nel mezzo del lago di Texcoco. Qui, Cortés e i suoi uomini sono invitati a pranzo da Atotoztli, sorella e moglie di Montezuma, ma la conversazione tra ospiti e conquistadores procede a rilento, anche perché necessita delle traduzioni congiunte da parte di Gerónimo de Aguilar (dallo spagnolo al nahuatl) e Malinalli (dal nahuatl al maya yucateco).

## Edizioni
- Il sogno, collana I narratori, traduzione di Pino Cacucci, Feltrinelli Editore, 2024, ISBN 9788807035807.